# Eriphioides tractipennis
Eriphioides tractipennis är en fjärilsart som beskrevs av Butler 1876. Eriphioides tractipennis ingår i släktet Eriphioides och familjen björnspinnare. Inga underarter finns listade i Catalogue of Life.